# MAGIC
MAGIC (Major Atmospheric Gamma-ray Imaging Cherenkov Telescope) – naziemne obserwatorium promieniowania gamma, działające w zakresie energii od 50 GeV do 30 TeV. Składa się z dwóch zwierciadeł rejestrujących promieniowanie Czerenkowa o średnicy luster 17 metrów.
MAGIC należy do Obserwatorium Roque de los Muchachos i znajduje się na La Palmie w archipelagu Wysp Kanaryjskich. Obserwatorium leży na wysokości 2200 m n.p.m.
Pierwszy z teleskopów został uruchomiony w roku 2004, zaś jego bliźniak, MAGIC-II działa od roku 2009. Powierzchnia zbierająca każdego z instrumentów wynosi 236 m².
Współpraca naukowa w badaniach za pomocą teleskopu MAGIC obejmuje ponad 20 krajów. Należą do nich Hiszpania, Niemcy, Włochy, Szwajcaria, Finlandia, Polska, Chorwacja, Bułgaria i Armenia.